# La Tropicale Amissa Bongo 2019
La Tropicale Amissa Bongo 2019, quattordicesima edizione della corsa, valida come prova dell'UCI Africa Tour 2019 categoria 2.1, si svolse in sette tappe dal 21 al 27 gennaio 2019 su un percorso di 870 km, con partenza da Bongoville e arrivo a Libreville, in Gabon. La vittoria fu appannaggio dell'italiano Niccolò Bonifazio, che completò il percorso in 20h39'25", alla media di 42,117 km/h, precedendo il francese Lorrenzo Manzin e il tedesco André Greipel.
Sul traguardo di Libreville 80 ciclisti, sui 90 partiti da Bongoville, portarono a termine la competizione.

## Tappe
| Tappa  | Data       | Percorso              | km  | Vincitore di tappa | Leader cl. generale |
| ------ | ---------- | --------------------- | --- | ------------------ | ------------------- |
| 1ª     | 21 gennaio | Bongoville > Moanda   | 100 | Niccolò Bonifazio  | Niccolò Bonifazio   |
| 2ª     | 22 gennaio | Franceville > Okondja | 169 | Niccolò Bonifazio  | Niccolò Bonifazio   |
| 3ª     | 23 gennaio | Lékoni > Franceville  | 98  | Biniam Girmay      | Niccolò Bonifazio   |
| 4ª     | 24 gennaio | Mitzic > Oyem         | 122 | Lorrenzo Manzin    | Niccolò Bonifazio   |
| 5ª     | 25 gennaio | Bitam > Mongomo       | 126 | Niccolò Bonifazio  | Niccolò Bonifazio   |
| 6ª     | 26 gennaio | Bitam > Oyem          | 115 | André Greipel      | Niccolò Bonifazio   |
| 7ª     | 27 gennaio | Nkok > Libreville     | 140 | Lorrenzo Manzin    | Niccolò Bonifazio   |
| Totale | Totale     | Totale                | 870 |                    |                     |

## Squadre e corridori partecipanti
| N.    | Cod. | Squadra                     |
| ----- | ---- | --------------------------- |
| 1-6   | RWA  | Ruanda                      |
| 11-16 | TDE  | Direct Énergie              |
| 21-26 | ERI  | Eritrea                     |
| 31-36 | PCB  | Team Arkéa-Samsic           |
| 41-46 | ETH  | Etiopia                     |
| 51-56 | ANS  | Androni Giocattoli-Sidermec |
| 61-66 | MAR  | Marocco                     |
| 71-76 | PTC  | ProTouch Sports             |

| N.      | Cod. | Squadra                  |
| ------- | ---- | ------------------------ |
| 81-86   | DZA  | Algeria                  |
| 91-96   | VCB  | Vital Concept-B&B Hotels |
| 101-106 | GAB  | Gabon                    |
| 111-116 | MAU  | Mauritius                |
| 121-126 | CIV  | Costa d'Avorio           |
| 131-136 | CMR  | Camerun                  |
| 141-146 | BFA  | Burkina Faso             |

## Dettagli delle tappe

### 1ª tappa
- 21 gennaio: Bongoville > Moanda – 100 km

Risultati
| Pos. | Corridore         | Squadra   | Tempo    |
| ---- | ----------------- | --------- | -------- |
| 1    | Niccolò Bonifazio | Direct É. | 2h43'23" |
| 2    | Lorrenzo Manzin   | Vital C.  | s.t.     |
| 3    | André Greipel     | Arkéa     | s.t.     |

| Pos. | Corridore         | Squadra   | Tempo    |
| ---- | ----------------- | --------- | -------- |
| 1    | Niccolò Bonifazio | Direct É. | 2h43'13" |
| 2    | Sirak Tesfom      | Eritrea   | a 2"     |
| 3    | Didier Munyaneza  | Rwanda    | a 3"     |

### 2ª tappa
- 22 gennaio: Franceville > Okonjda – 169 km

Risultati
| Pos. | Corridore               | Squadra   | Tempo    |
| ---- | ----------------------- | --------- | -------- |
| 1    | Niccolò Bonifazio       | Direct É. | 4h04'23" |
| 2    | André Greipel           | Arkéa     | s.t.     |
| 3    | Bonaventure Uwizeyimana | Rwanda    | s.t.     |

| Pos. | Corridore         | Squadra   | Tempo    |
| ---- | ----------------- | --------- | -------- |
| 1    | Niccolò Bonifazio | Direct É. | 6h47'26" |
| 2    | Sirak Tesfom      | Eritrea   | a 9"     |
| 3    | André Greipel     | Arkéa     | a 10"    |

### 3ª tappa
- 23 gennaio: Lékoni > Franceville – 98 km

Risultati
| Pos. | Corridore         | Squadra   | Tempo    |
| ---- | ----------------- | --------- | -------- |
| 1    | Biniam Girmay     | Eritrea   | 2h35'09" |
| 2    | Youcef Reguigui   | Algeria   | s.t.     |
| 3    | Niccolò Bonifazio | Direct É. | s.t.     |

| Pos. | Corridore         | Squadra   | Tempo    |
| ---- | ----------------- | --------- | -------- |
| 1    | Niccolò Bonifazio | Direct É. | 9h22'31" |
| 2    | Sirak Tesfom      | Eritrea   | a 13"    |
| 3    | André Greipel     | Arkéa     | a 14"    |

### 4ª tappa
- 24 gennaio: Mitzic > Oyem – 122 km

Risultati
| Pos. | Corridore         | Squadra   | Tempo    |
| ---- | ----------------- | --------- | -------- |
| 1    | Lorrenzo Manzin   | Vital C.  | 2h35'24" |
| 2    | Niccolò Bonifazio | Direct É. | s.t.     |
| 3    | Matteo Pelucchi   | Androni   | s.t.     |

| Pos. | Corridore         | Squadra   | Tempo     |
| ---- | ----------------- | --------- | --------- |
| 1    | Niccolò Bonifazio | Direct É. | 11h57'49" |
| 2    | Lorrenzo Manzin   | Vital C.  | a 14"     |
| 3    | Sirak Tesfom      | Eritrea   | a 16"     |

### 5ª tappa
- 25 gennaio: Bitam > Mongomo – 126 km

Risultati
| Pos. | Corridore         | Squadra   | Tempo    |
| ---- | ----------------- | --------- | -------- |
| 1    | Niccolò Bonifazio | Direct É. | 3h04'52" |
| 2    | Youcef Reguigui   | Algeria   | s.t.     |
| 3    | Lorrenzo Manzin   | Vital C.  | s.t.     |

| Pos. | Corridore         | Squadra   | Tempo     |
| ---- | ----------------- | --------- | --------- |
| 1    | Niccolò Bonifazio | Direct É. | 15h02'30" |
| 2    | Lorrenzo Manzin   | Vital C.  | a 20"     |
| 3    | Sirak Tesfom      | Eritrea   | a 26"     |

### 6ª tappa
- 26 gennaio: Bitam > Oyem – 115 km

Risultati
| Pos. | Corridore       | Squadra  | Tempo    |
| ---- | --------------- | -------- | -------- |
| 1    | André Greipel   | Arkéa    | 2h30'54" |
| 2    | Youcef Reguigui | Algeria  | s.t.     |
| 3    | Lorrenzo Manzin | Vital C. | s.t.     |

| Pos. | Corridore         | Squadra   | Tempo     |
| ---- | ----------------- | --------- | --------- |
| 1    | Niccolò Bonifazio | Direct É. | 17h33'24" |
| 2    | Lorrenzo Manzin   | Vital C.  | a 16"     |
| 3    | André Greipel     | Arkéa     | a 20"     |

### 7ª tappa
- 27 gennaio: Nkok > Libreville – 140 km

Risultati
| Pos. | Corridore       | Squadra  | Tempo    |
| ---- | --------------- | -------- | -------- |
| 1    | Lorrenzo Manzin | Vital C. | 3h06'01" |
| 2    | André Greipel   | Arkéa    | s.t.     |
| 3    | Youcef Reguigui | Algeria  | s.t.     |

## Evoluzione delle classifiche
| Tappa              | Vincitore          | Classifica generale Maglia gialla | Classifica a punti Maglia rosa | Classifica scalatori Maglia verde | Classifica giovani Maglia bianca | Classifica a squadre |
| ------------------ | ------------------ | --------------------------------- | ------------------------------ | --------------------------------- | -------------------------------- | -------------------- |
| 1ª                 | Niccolò Bonifazio  | Niccolò Bonifazio                 | Niccolò Bonifazio              | Sirak Tesfom                      | Didier Munyaneza                 | Direct Énergie       |
| 2ª                 | Niccolò Bonifazio  | Niccolò Bonifazio                 | Niccolò Bonifazio              | Sirak Tesfom                      | Didier Munyaneza                 | Direct Énergie       |
| 3ª                 | Biniam Girmay      | Niccolò Bonifazio                 | Niccolò Bonifazio              | Sirak Tesfom                      | Didier Munyaneza                 | Direct Énergie       |
| 4ª                 | Lorrenzo Manzin    | Niccolò Bonifazio                 | Niccolò Bonifazio              | Sirak Tesfom                      | Didier Munyaneza                 | Eritrea              |
| 5ª                 | Niccolò Bonifazio  | Niccolò Bonifazio                 | Niccolò Bonifazio              | Sirak Tesfom                      | Didier Munyaneza                 | Eritrea              |
| 6ª                 | André Greipel      | Niccolò Bonifazio                 | Niccolò Bonifazio              | Sirak Tesfom                      | Didier Munyaneza                 | Eritrea              |
| 7ª                 | Lorrenzo Manzin    | Niccolò Bonifazio                 | Niccolò Bonifazio              | Sirak Tesfom                      | Didier Munyaneza                 | Eritrea              |
| Classements finals | Classements finals | Niccolò Bonifazio                 | Niccolò Bonifazio              | Sirak Tesfom                      | Didier Munyaneza                 | Eritrea              |

## Classifiche finali

### Classifica generale - Maglia gialla
| Pos. | Corridore            | Squadra   | Tempo     |
| ---- | -------------------- | --------- | --------- |
| 1    | Niccolò Bonifazio    | Direct É. | 20h39'25" |
| 2    | Lorrenzo Manzin      | Vital C.  | a 6"      |
| 3    | André Greipel        | Arkéa     | a 14"     |
| 4    | Youcef Reguigui      | Algeria   | a 17"     |
| 5    | Sirak Tesfom         | Eritrea   | a 26"     |
| 6    | Metkel Eyob          | Eritrea   | a 28"     |
| 7    | Alessandro Bisolti   | Androni   | a 32"     |
| 8    | Didier Munyaneza     | Rwanda    | a 33"     |
| 9    | Daniel Teklehaimanot | Eritrea   | a 34"     |
| 10   | Henok Mulubrhan      | Eritrea   | a 37"     |

### Classifica a punti - Maglia rosa
| Pos. | Corridore         | Squadra   | Tempo |
| ---- | ----------------- | --------- | ----- |
| 1    | Niccolò Bonifazio | Direct É. | 176   |
| 2    | André Greipel     | Arkéa     | 172   |
| 3    | Lorrenzo Manzin   | Vital C.  | 169   |
| 4    | Youcef Reguigui   | Algeria   | 169   |
| 5    | Andrea Vendrame   | Androni   | 102   |

### Classifica scalatori - Maglia verde
| Pos. | Corridore             | Squadra | Tempo |
| ---- | --------------------- | ------- | ----- |
| 1    | Sirak Tesfom          | Eritrea | 21    |
| 2    | Marco Frapporti       | Androni | 18    |
| 3    | Abderrahmane Mansouri | Algeria | 16    |
| 4    | Samuel Mugisha        | Rwanda  | 12    |
| 5    | Matteo Busato         | Androni | 11    |

### Classifica giovani - Maglia bianca
| Pos. | Corridore         | Squadra | Tempo     |
| ---- | ----------------- | ------- | --------- |
| 1    | Didier Munyaneza  | Rwanda  | 20h39'58" |
| 2    | Henok Mulubrhan   | Eritrea | a 4"      |
| 3    | Samuel Mugisha    | Rwanda  | a 7"      |
| 4    | Redwan Ebrahim    | Etiopia | a 11"     |
| 5    | K. T. Haylemaryam | Etiopia | s.t.      |

### Classifica a squadre
| Pos. | Squadra                     | Tempo     |
| ---- | --------------------------- | --------- |
| 1    | Eritrea                     | 62h00'15" |
| 2    | Direct Énergie              | a 7"      |
| 3    | Vital Concept-B&B Hotels    | a 10"     |
| 4    | Androni Giocattoli-Sidermec | a 11"     |
| 5    | Rwanda                      | a 12"     |